# Zawada (Tarnowskie Góry)
Pour les articles homonymes, voir Zawada.
Zawada est une localité polonaise de la gmina de Zbrosławice, située dans le powiat de Tarnowskie Góry en voïvodie de Silésie.